# Vuelo 91 de Cougar Helicopters
El vuelo 91 de Cougar Helicopters fue un vuelo regular de pasajeros operado por un Sikorsky S-92 registrado como C-GZCH que realizó un amerizaje el 12 de marzo de 2009 en su ruta hacia el buque de carga SeaRose FPSO en el campo petrolífero White Rose y la plataforma Hibernia a 55 kilómetros al sudeste de San Juan de Terranova. De los 18 ocupantes de la aeronave sólo hubo un superviviente.

## Aeronave
El aparato era un helicóptero estadounidense Sikorsky S-92 construido en 2006 con capacidad para 19 pasajeros e impulsado por dos motores General Electric T700 Turboeje. Fue registrado como C-GZCH para Cougar International Inc. A partir del 12 de abril de 2007.Transport Canada Civil Aircraft Register C-GZCH.
La caja de cambios principal falló debido a pérdida de presión en el aceite en el momento del accidente.

## Accidente
El vuelo de Cougar Helicopters 91 fue un vuelo regular de 90 minutos y 315 km desde el Aeropuerto Internacional de San Juan de Terranova, que generalmente da servicio al SeaRose FPSO. El vuelo transportaba trabajadores a  SeaRose  y a la plataforma de Hibernia. El vuelo estaba bajo el mando del capitán Matthew Davis, con Tim Lanouette como primer oficial. 
Se emitió una llamada Mayday después de que la aeronave informara que la presión de aceite era cero en la caja de cambios principal a las 9:40 a. m. NDT (12:10 UTC). El vuelo 91 intentó regresar al aeropuerto de San Juan pero se estrelló a las 9:48 a. m. La aeronave fue encontrada flotando boca abajo, por un avión de patrulla de hielo 25 minutos después del accidente.  Más tarde se hundió en 178 metros (584 pies) de agua. Sólo una de las dieciocho personas a bordo sobrevivió al hundimiento, aunque otra apenas logró salir del aparato.

## Filmografía
Este accidente fue reseñado en la temporada 20 de la serie Mayday: catástrofes aéreas, del canal National Geographic Channel en el episodio "Abandono en el Atlántico".